# جمعية حاملي الترخيص الطبي في هونغ كونغ
جمعية الليسانس الطبي في هونغ كونغ (Licentiate Society) والمعروفة أيضًا باسم LMCHK SOC، هي جمعية مستقلة غير ربحية معترف بها تمثل الأطباء الذين تخرجوا من كليات الطب خارج هونغ كونغ وحصلوا على ترخيص طبي في هونغ كونغ أو يعملون على الحصول عليها. تأسست المجموعة في عام 2017 وتم تأسيسها كشركة في عام 2019. تملك مكاتب في منطقة وان تشاي في هونغ كونغ. هي المنظمة الوحيدة المُشرَّعة التي تهتم بالأطباء من هذا النوع في هونغ كونغ.

## خلفية عن الجمعية
الأطباء الأعضاء في الجمعية هم من الأطباء الذين تخرجوا من كليات الطب خارج هونغ كونغ وحصلوا على ترخيص طبي في الجهة التي تخرجوا منها، ثم بعد ذلك أكملوا بنجاح متطلبات المؤهلات للتسجيل كممارس طبي في هونغ كونغ. قبل أن يتمكن الأطباء الخريجين غير المحليين من أن يصبحوا ممارسين طبيين مسجلين في هونغ كونغ، يتوجب عليهم الحصول على ترخيص من المجلس الطبي في هونغ كونغ (مؤهل الليسانس من المجلس الطبي في هونغ كونغ أو الأطباء).
حتى يتمكن الأطباء من الحصول على هذه المؤهل، يتطلب منهم اجتياز امتحان الترخيص الطبي في هونغ كونغ والخضوع لفترة تدريب أو خبرة عمل محلية. بالتالي، يكون الأطباء الحاصلون على الأطباء مرخصين ومسجلين في هونغ كونغ. قبل عام 1997، كان الأطباء الحاصلون على الأطباء يتكونون بشكل كبير من خريجي الصين. كانت الحكومة الاستعمارية قبل عام 1997 تعفي خريجي البلدان الكومنولث من ضرورة الجلوس لامتحان الترخيص أو الخضوع لتدريب إضافي. بعد عام 1997، أصبح من الضروري على جميع الخريجين غير المحليين الحصول على ترخيص الأطباء للتسجيل لممارسة الطب في هونغ كونغ، بالتالي زاد التنوع الجغرافي والعرقي للأطباء، خاصة في السنوات الأخيرة الماضية.

## تاريخ الجمعية
متطلبات الصرامة اللازمة في الجمعية ليصبح الأطباء أعضاء في الأطباء قد منحت للمجموعة رابطة مشتركة. مع زيادة حجم وتنوع أعضاء الأطباء بعد عام 1997، ازداد الاهتمام في المجتمع بالتكاتف معًا، بهذا تم تنظيم فعاليات اجتماعية دورية على مدار السنوات من 1997 إلى 2016. تعود تشكيلة الجمعية إلى 15 يونيو 2017 عندما بدأ الأطباء مجموعة واتساب شعبية وبدأوا يجتمعون بانتظام.
عُقدت حفلة اجتماعية في اليوم ذاته لـ 11 عضوًا من مجتمع الأطباء. استمرت المجموعة في النمو وعقد اجتماعات منتظمة وعشاء وأحداث أخرى. في أغسطس 2019 تجاوز عدد الأعضاء الحد الأقصى للمجموعة على تطبيق واتساب وهو 256 شخصًا، تم تشكيل مجموعات إضافية للتعامل مع هذا العدد الكبير، تم عقد الفعاليات الربع سنوية بشكل مستمر منذ يونيو 2017، تأسست المجموعة كشركة غير ربحية محدودة المسؤولية تحت اسم جمعية طبية ليسانسيت هونغ كونغ في 26 نوفمبر 2019، أما في 9 يونيو 2022 فقد انتقلت المنظمة إلى موقع مكتب جديد في وان تشاي من أجل توسيع الدعم الإداري الخاص بها. تضم جمعية الليسانسيت أطباء الأطباء من أكثر من 20 سلطة ترخيص مختلفة بما في ذلك (حسب عدد الأطباء النسبي): المملكة المتحدة، الصين، أستراليا، أيرلندا، الولايات المتحدة، كندا، جنوب أفريقيا، تايوان الصينية، سنغافورة، بلجيكا، الهند، كوريا، نيبال، جزر الأنتيل الهولندية، نيوزيلندا، بولندا، البرتغال، روسيا، الإمارات العربية المتحدة، فنزويلا.

## أهداف الجمعية
تتضمن أهداف جمعية ليسانسيت:
1. تلبية احتياجات مجتمع الأطباء من خلال الفعاليات الاجتماعية والتعليم الطبي.[11]
2. تمثيل مصالح مجتمع الأطباء داخل وخارج هونغ كونغ.
3. دعم جهود المرشحين الجالسين لامتحان HKMLE، بما في ذلك عقد جلسات استعراض الامتحان.
4. تعزيز التثقيف والتواصل العام.[12]
5. تعزيز أعلى معايير الرعاية الصحية والاحترافية والسلامة والتعليم.
6. تشجيع التعاون مع الممارسين الطبيين والأطباء ومنظمات المجتمع الأخرى في تحقيق أهدافها.

## إدارة الجمعية
المجلس هي هيئة الإدارة لجمعية الليسانسيت، يتكون المجلس من 9 أعضاء الذين يعملون كأعضاء مجلس الإدارة. يتولى ثلاثة أعضاء في المجلس مناصب مؤسسية على النحو التالي: الرئيس، الأمين الشرفي، والأمين الخزينة الشرفي.

## أعضاء الجمعية
هناك 4 فئات من الأعضاء: الأعضاء الكاملين، الأعضاء المشاركين، الأعضاء الشرفيين، الأعضاء الشركات. يحق للأعضاء الكاملين فقط التصويت وتولي المناصب الإدارية.

## لجان الجمعية
تتكون جمعية الليسانسيت من 3 لجان معتمدة، تتكون كل لجنة من التالي: لجنة خدمات الأعضاء، لجنة التعليم الطبي، ولجنة علاقات الصناعة.